# 腱鞘

腱の断面概念図、1.繊維膜（線維鞘）、2.腱間膜（血液や神経が通る骨側の膜）3.外葉 4.滑液包（滑膜、滑液鞘、滑液嚢）、5.内葉、6.腱。線維鞘と滑液鞘を合わせて腱鞘と呼ぶ。

腱鞘（けんしょう、tendon sheath）とは、手や足の腱のまわりで滑液包が細長くなっていて、ちょうど鞘（さや）、つまりパイプのように包んでいる部分のこと。
腱鞘があるからこそ、手足の関節がまがり指などが動く。その働きは、ちょうど、自転車やバイクのブレーキケーブルやスロットルケーブルのワイヤの周囲を覆うパイプ状の部分の働きに似ている。まわりのパイプが無いとワイヤは、中ほどが、いわば両端を近道をするような位置に移動することで、せっかくの収縮した動きが反対側に伝わらない。同様にこのさや状の腱鞘があるからこそ、腱が縮んだ時に、関節を動かす力がかかり十分に曲がるのである。
特に女性の40～50代で、ホルモンバランスが乱れる影響なのか、腱がむくんでしまい、腱と腱鞘が過度にこすれて腱鞘炎を引き起こすことがある。結果として「ばね指」と呼ばれる、指が曲げ動作がスムーズにゆかず途中でひっかかることがおきる。そうなった場合動きを良くするために腱鞘の一部を切り開く手術が行われることもある。